# CMMB
중국 이동 멀티미디어 방송(China Multimedia Mobile Broadcasting, 中國移動多媒體廣播, CMMB)은 중화인민공화국의 국가광전총국 (SARFT)에서 개발하고 명시한 이동식 텔레비전 및 멀티미디어 표준이다. 이는 중국방송과학원(Chinese Academy of Broadcasting Science)이 설립한 TiMiTech에서 개발한 위성 지상파 양방향 다중 서비스 인프라(Satellite and Terrestrial Interactive Multiservice Infrastructure, STiMi)를 기반으로 한다. 2006년 10월에 발표된 이 표준은 인공위성과 지상 중계기 모두에서 휴대용 장치로 디지털 비디오를 방송하는 유럽의 DVB-SH 표준과 유사하다고 설명되었다.
이 표준은 S-밴드/U-밴드 사용을 명시하며, 25 MHz 대역폭을 점유하여 25개의 비디오 채널과 30개의 라디오 채널, 그리고 일부 추가 데이터 채널을 제공한다. 여러 회사에서 CMMB 표준을 지원하는 칩을 보유하고 있으며, 2007년 3월 28일 Innofidei가 최초로 솔루션을 출시했다.
Unique Broadband Systems와 같은 다른 제조업체들도 신속하게 경쟁에 참여하여 CMMB와 DTMB(다른 표준 형식도 포함) 표준 형식을 모두 지원하는 하드웨어 플랫폼으로 휴대용 방송 시장의 점유율을 확보했다.

## RF 세부 정보
CMMB는 위성 및 "틈새 메우기" 지상파 방송을 위해 2635–2660 MHz (S-밴드) 주파수 범위를 사용하며, 추가적으로 UHF 밴드 470–862 MHz에서 지상파 방송을 한다. 채널 대역폭은 데이터 전송률에 따라 2 MHz 또는 8 MHz일 수 있다.

## 범위
중국위성이동방송공사(China Satellite Mobile Broadcasting Corporation, CSMBC)는 2010년 6월 2일 기준으로 317개 지급시에 CMMB 네트워크 적용을 완료했다.

## DTMB와의 비교
- CMMB는 중국 국가 표준(GB)이 아니지만, DTMB는 GB 20600-2006이다.
- CMMB는 QCIF 또는 QVGA를 사용하므로 HDTV (1080i/1080p)를 방송할 수 없지만, DTMB는 가능하다.
- CMMB는 이동 시나리오에서 GPS, PDA 또는 스마트폰과 같은 소형 화면 장치에 사용하도록 고안된 반면, DTMB는 고정 시나리오에서 PC, LCD TV, PDP TV와 같은 대형 화면 장치에 사용하도록 고안되었다.

## 같이 보기
- DTMB
- 디지털 멀티미디어 방송
- DVB (디지털 비디오 방송)
- DVB-T (디지털 비디오 방송 - 지상파)
- DVB-H (디지털 비디오 방송 - 휴대용)
- 국제 표준